# Холле, Хуго
Хуго Холле (нем. Hugo Holle; 25 января 1890, Целла-Мелис — 12 декабря 1942, Штутгарт) — немецкий музыковед и музыкальный педагог.
Ученик Макса Регера. В серии «Макс Регер. Собрание исследований из круга его личных учеников» выпустил в 1922 г. монографию «Хоровые сочинения Регера» (нем. Regers Chorwerke).
В 1914 г. защитил в Бонне диссертацию «Поэзия Гёте в музыке немецких композиторов вплоть до настоящего времени» (нем. Goethes Lyrik in Weisen deutscher Tonsetzer bis zur Gegenwart). Затем работал в Штутгарте, преподавал в консерватории, руководил несколькими хорами. С 1938 г. преподавал в Консерватории Хоха. С 1940 г. и до конца жизни возглавлял Штутгартскую консерваторию. Георг фон Альбрехт вспоминает о нём как об энергичном руководителе, моментально вошедшем в курс дела и в краткий срок добившемся перевода консерватории на полную государственную дотацию.
Был женат на актрисе Эльзе Хельмунд (нем. Else Hellmund).